# Pharamond (restaurant)
Pour les articles homonymes, voir Pharamond (homonymie).
Le Pharamond est un restaurant situé rue de la Grande-Truanderie dans le quartier des Halles du 1er arrondissement de Paris.

## Histoire
Le Pharamond est l'un des restaurants les plus anciens de Paris. Il est créé en 1832 par Pierre Heutte, grand-père d'Alexandre Pharamond, qui s'installe près des Halles pour faire découvrir une cuisine provinciale à ses clients. Les tripes à la mode de Caen sont notamment la spécialité du lieu depuis 1877. Le restaurant est entièrement décoré de neuf à l'occasion de l'exposition universelle de 1900. La façade sur rue, en imitation de pans de bois comme on en trouve dans la moitié est de la Normandie, daterait des années 1930.
Près de deux siècles plus tard, cet établissement continue de proposer une cuisine authentique dans la tradition de la gastronomie française.
Le décor intérieur fait l’objet d’une inscription au titre des monuments historiques depuis le 4 juillet 1989.

## Description

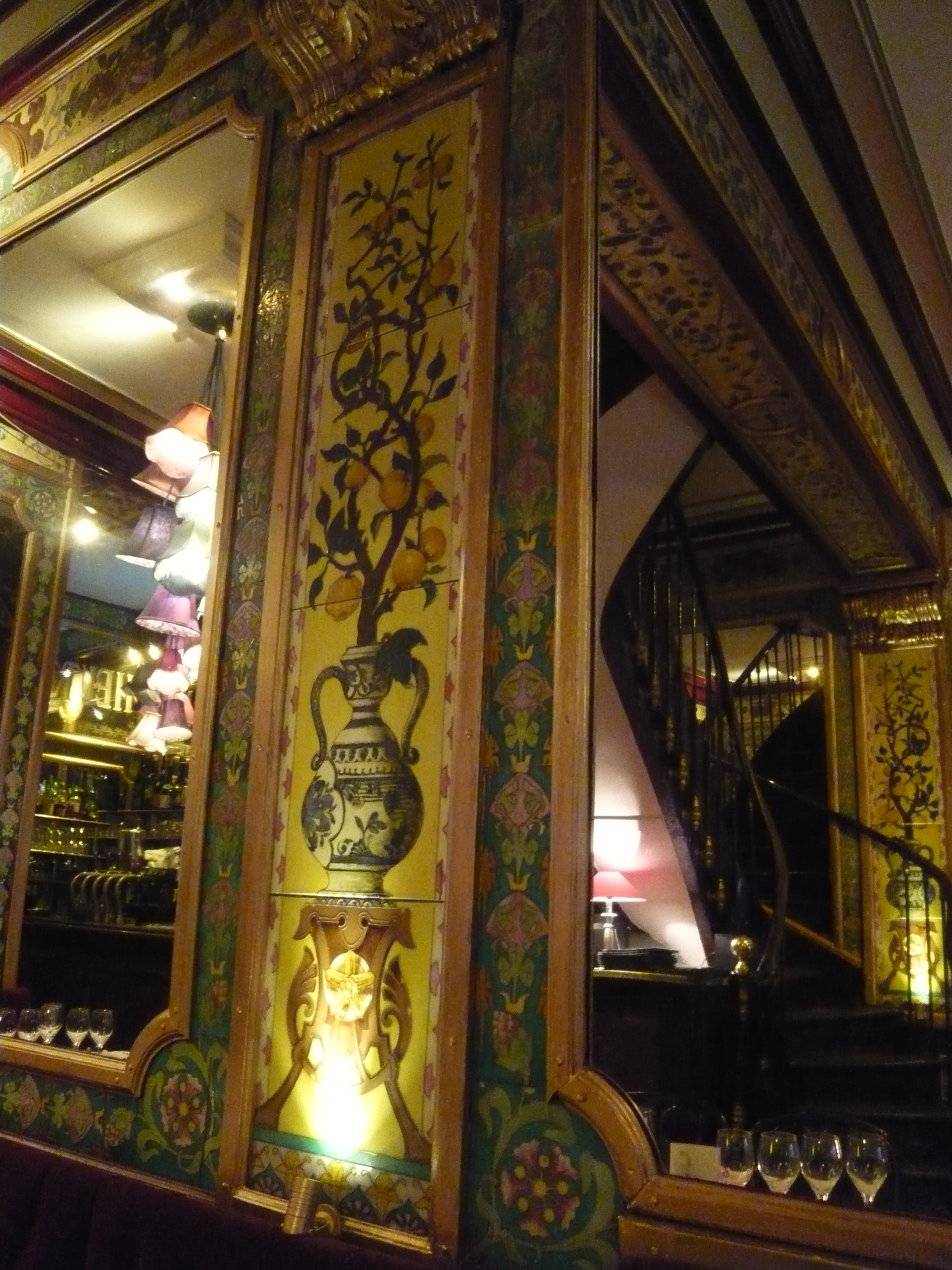
Une vue de l'intérieur du restaurant.

## Littérature
Le Pharamond est le restaurant des halles où se passe une scène importante de l'enquête de Maigret (Simenon) : Maigret et l'Homme tout seul.

## Cinéma

### Hommes, femmes, mode d'emploi (1996)
Dans le film de Claude Lelouch Hommes, femmes : mode d'emploi, la fameuse scène de drague dans laquelle l'homme d'affaires joué par Bernard Tapie invite la jeune femme interprétée par Ophélie Winter a été tournée au Pharamond. On y reconnaît bien le décorum si particulier du rez-de-chaussée du restaurant et ses banquettes en moleskine.